# Zwarte leguaan
De zwarte leguaan (Ctenosaura pectinata) is een grote hagedis uit de familie leguanen (Iguanidae). 

## Naam en indeling
De wetenschappelijke naam van de soort werd voor het eerst voorgesteld door Arend Friedrich August Wiegmann in 1834. De hagedis werd vroeger tot het geslacht Cyclura gerekend maar dit wordt beschouwd als verouderd.

## Uiterlijke kenmerken
De leguaan wordt ongeveer een meter lang, de vrouwtjes blijven kleiner dan de mannetjes. De soort is makkelijk van andere leguanensoorten te onderscheiden door de grijze tot zwarte kleur, een wat langgerekte, platte kop die enigszins aan een varaan doet denken en een middelgrote rugkam die meestal net zoals de rug donker gebandeerd is. Oudere exemplaren hebben veel lichtere kleuren maar groen als basiskleur zoals de meeste andere soorten leguanen is erg zeldzaam. 
De staart beslaat het grootste deel van de lichaamslengte en draagt een kam tot bijna aan de staartpunt. De schubben op de staart dragen stekeltjes en liggen in ringen. De staart wordt gebruikt om vijanden van zich af te slaan.

## Levenswijze
De zwarte leguaan leeft in grote groepen. De vrouwtjes zetten eieren af. Voor de afzet van de eitjes wordt een ongeveer één meter lang hol gegraven waar het legsel in wordt gedeponeerd. Het legsel bestaat uit tot 25 eieren.
Op het menu staan kleine ongewervelden zoals insecten, maar hoe ouder het dier wordt hoe meer plantendelen er gegeten worden, heel oude dieren eten alleen nog maar vlees als er toevallig iets langs kruipt. Favoriete planten zijn peulvruchten, bonen, bloemen en fruit-achtige vruchten zoals bessen.

## Verspreiding en habitat
De zwarte leguaan komt voor in delen van Noord-Amerika en leefde oorspronkelijk in Mexico. De hagedis is later door de mens geïntroduceerd in de Amerikaanse staten Texas en Florida. De biotoop bestaat uit bossen, bosranden en andere gebieden met veel vegetatie en met name bomen waar ze in klimmen om te zonnen, jagen en rusten. De leguaan is daarnaast ook aangetroffen in juist heel schrale rotsige gebieden aangetroffen worden met steile klippen. 